# Cerata (biologia)

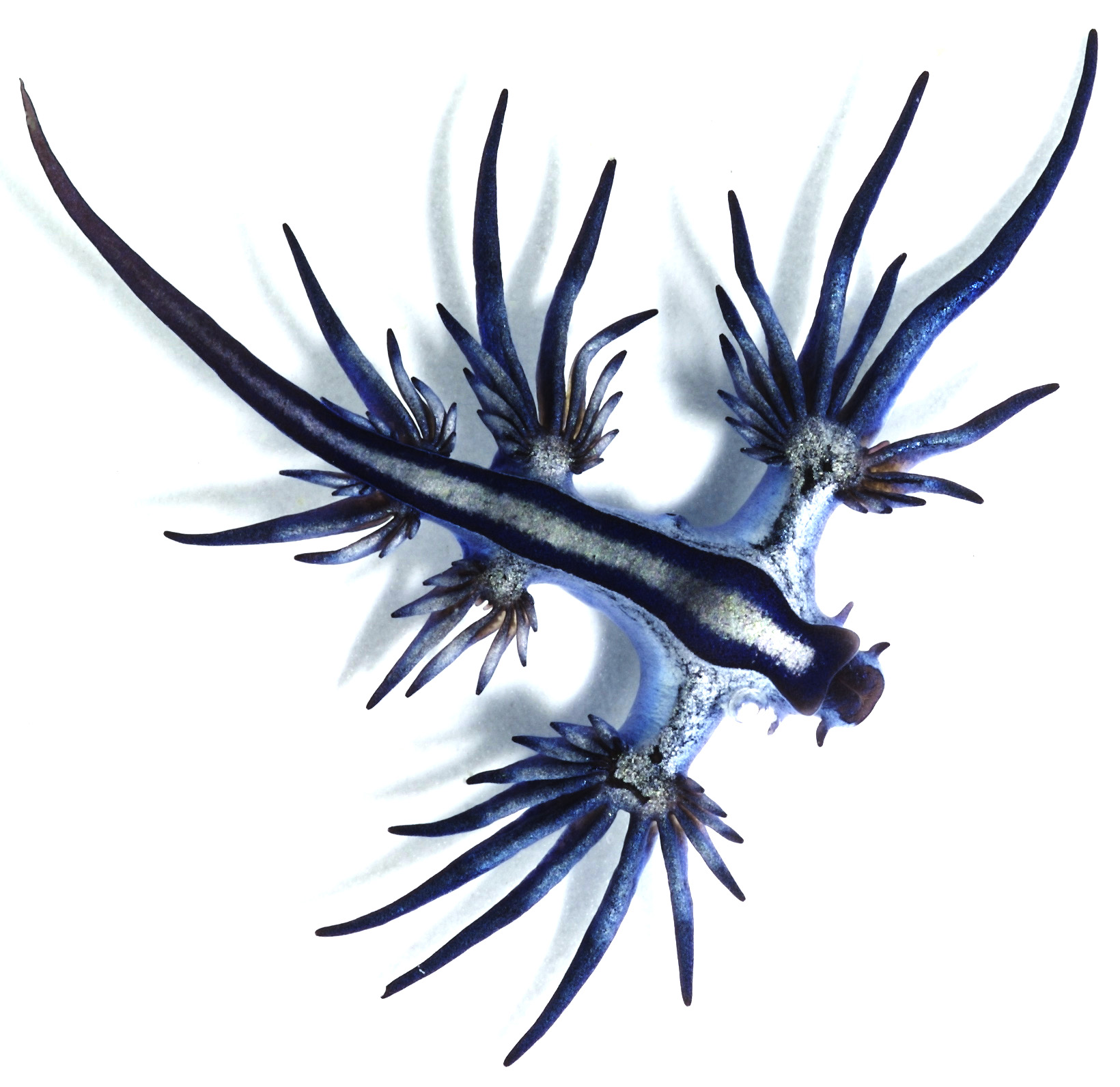
Cerata w formie sześciu promieniście rozchodzących się "odnóży" u niebieskiego smoka

Cerata – struktura anatomiczna występująca u ślimaków morskich podrzędu Nudibranchia. Przyjmuje ona formę grzbietowych lub bocznych wypustków na ciele. Nazwa wywodzi się od greckiego słowa κέρας, które oznacza rogi, nawiązując do kształtu struktury.
Cerata posiada kilka zasadniczych funkcji:

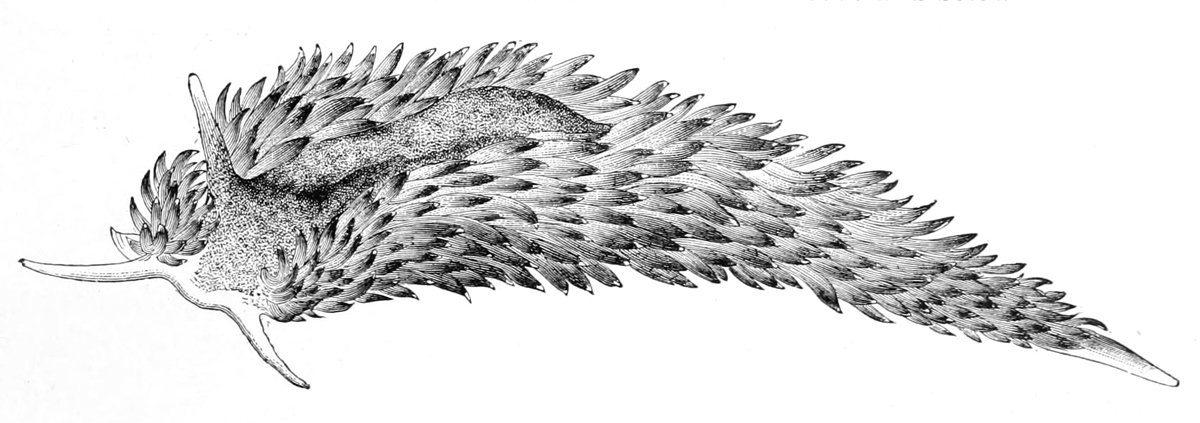
Cerata u gatunku Aeolidia papillosa

- powiększa powierzchnię ciała ślimaków i ułatwia im oddychanie;
- wśród niektórych rodzajów ślimaków, cerata stanowi w pewnym sensie rozwinięcie układu trawiennego i jednocześnie pełni funkcję broni. Np. ślimaki z gatunku niebieski smok, wykorzystują niestrawione komórki parzydełkowe takich organizmów jak żeglarz portugalski, do polowania na inne organizmy. W tym celu z układu trawiennego transportują knidocysty do czubków ceraty i używają ich jak żądeł;
- cerata może także służyć jako środek obronny – pod oderwaniu lub odgryzieniu, dany fragment wydziela lepką substancję i energicznie się wije, co dezorientuje napastnika i umożliwia zaatakowanemu ślimakowi ucieczkę.